# Childia groenlandica
Childia groenlandica är en plattmaskart som först beskrevs av Levinsen 1879.  Childia groenlandica ingår i släktet Childia och familjen Childiidae. Arten är reproducerande i Sverige. Inga underarter finns listade i Catalogue of Life.